# Liste der Naturdenkmale in Schiersfeld
Die Liste der Naturdenkmale in Schiersfeld nennt die im Gemeindegebiet von Schiersfeld ausgewiesenen Naturdenkmale (Stand 28. März 2024).

## Naturdenkmale
| Nr.         | Bezeichnung   | Lage                            | Beschreibung                                           | Bild                                    |
| ----------- | ------------- | ------------------------------- | ------------------------------------------------------ | --------------------------------------- |
| ND-7333-024 | Luitpoldlinde | Bismarckstraße, bei Nr. 13 Lage | Tilia sp.; 1901 gepflanzt, 13 m hoch bei 1,65 m Umfang | Direkt Bild zu diesem Denkmal hochladen |